# Niviarsiat (berg i Grönland, lat 73,07, long -25,22)
Niviarsiat är ett berg i Grönland (Kungariket Danmark). Det ligger i den östra delen av Grönland, 1 400 km nordost om huvudstaden Nuuk. Toppen på Niviarsiat är 837 meter över havet, eller 346 meter över den omgivande terrängen. Bredden vid basen är 2,2 km.
Terrängen runt Niviarsiat är bergig åt sydväst, men åt nordost är den kuperad. Havet är nära Niviarsiat åt nordost.  Trakten runt Niviarsiat är nära nog obefolkad, med mindre än två invånare per kvadratkilometer. Det finns inga samhällen i närheten.